# Trasporto ferroviario in Brasile

Mappa della rete ferroviaria del Brasile nel 2016.

La rete ferroviaria brasiliana conta 29.706 chilometri di estensione (di cui 1121 elettrificati), che si snodano per 22 (più il Distretto Federale) dei 26 Stati federati del Brasile, divisi in 4 tipologie di scartamento:
- Largo - 1,600 m: 4.057 km
- Normale -1,435 m: 202,4 km
- Metrico - 1,000 m:  23.489 km
- Misto - 1,600 (1,435)/1,000 m: 336 km

Esistono anche tratte turistiche con scartamenti di 0,600 e 0,762 m.
La rete ferroviaria brasiliana è collegata a quelle di Argentina, Bolivia e Uruguay.
Arrivò a contare 34.207 km, ma le crisi economiche e la mancanza di investimenti nella modernizzazione, sia da parte dei privati sia da parte del settore pubblico, hanno fatto sì che parte della rete fosse smantellata, mentre cresceva la rete stradale.
L'installazione delle prime ferrovie in Brasile fu stimolata da capitali privati nazionali e stranieri (principalmente inglesi) che ambivano ad un sistema di trasporto capace di convogliare (in maniera sicura ed economica) verso i centri urbani in espansione e i porti del paese tutta la produzione agricola e mineraria proveniente principalmente dall'interno.
Il governo brasiliano partecipò all'espansione ferroviaria, sia attendendo all'integrazione territoriale nazionale attraverso questo mezzo di trasporto sia acquisendo compagnie private fallite per impedire il collasso economico di regioni dipendenti dalla ferrovia.

## Storia

### Prodromi
Fino all'inaugurazione delle prime ferrovie, il trasporto delle merci in Brasile avveniva attraverso centinaia di mulattiere che convogliavano la produzione agricola dell'interno del paese verso i centri urbani e i porti per l'esportazione. Si stima che ogni anno arrivassero al porto di Santos circa 200 000 muli che trasportavano sacchi di caffè e altri prodotti.
La prima azione di incentivo allo stabilimento di ferrovie nel paese risale al 1828, durante il regno di Dom Pedro I, quando il governo autorizzò la costruzione di strade e strade ferrate con la cosiddetta legge José Clemente).
Successivamente nel periodo della reggenza provvisoria fu presentata la legge n. 101, del 31 ottobre 1835 che concedeva ad investitori privati una concessione di costruzione ed esercizio per 40 anni di strade ferrate che collegassero Rio de Janeiro, San Paolo, Minas Gerais, Rio Grande do Sul e Bahia. Nonostante questi provvedimenti nessun investitore dimostrò interesse.
Nel 1840 il medico inglese Thomas Cochrane (suocero dello scrittore José de Alencar e fratello dell'ammiraglio Thomas Cochrane) ottenne una concessione per la costruzione di una ferrovia fra Rio de Janeiro e San Paolo, che fu il primo tentativo di trasporto ferroviario in Brasile. Per mancanza di capitale la ferrovia non fu mai costruita. Anni dopo il dottor Cochrane conseguì una concessione e stabilì il primo sistema di carri ferroviari a trazione animale del paese, a Rio de Janeiro, gestito dalla Companhia Carris de Ferro.

### Gli esordi

#### Il Barone di Mauá
A metà degli anni Quaranta, l'impresario Irineu Evangelista de Sousa, il Barone di Mauá, compì un viaggio d'affari in Inghilterra dove conobbe fabbriche, fonderie e il mondo delle imprese capitalistiche, convincendosi che il Brasile doveva intraprendere il cammino dell'industrializzazione. L'Inghilterra era la culla della Rivoluzione industriale, e il Brasile era ancora un paese di produzione agricola rurale. Al suo ritorno, di fronte all'istituzione della cosiddetta tarifa Alves Branco (1844) e all'alto livello dei prezzi del caffè sul mercato internazionale, decise di diventare un imprenditore industriale. Grazie alla sua abilità negli affari, in breve tempo divenne una persona famosa e il maggiore imprenditore del paese, investendo nei settori più diversi, fra cui quello ferroviario.
Per via della sua fama, il 27 aprile 1852 Irineu Evangelista ebbe un contratto con la provincia di Rio de Janeiro, che desiderava un collegamento ferroviario fra la spiaggia di Estrela, nella baia da Guanabara, e Raiz da Serra a Petrópolis. Dopo che gli studi preliminari furono approvati, Irineu Evangelista fondò, il 29 maggio, l'Imperial Companhia de Navegação a Vapor ed Estrada de Ferro de Petrópolis con un capitale di 2 miliardi di reis, diviso in 10 000 azioni da duecentomila réis cadauna.

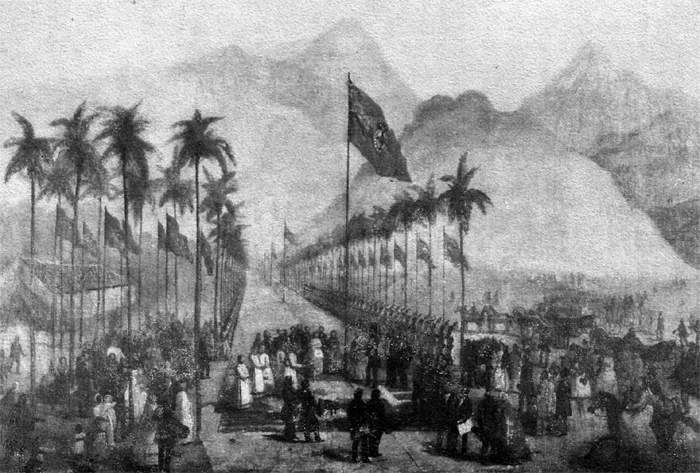
Posa della prima pietra della ferrovia Mauá, 29 agosto 1852. All'atto presenziò l'imperatore Pietro II.

Nel mese seguente il governo imperiale gli concesse il diritto di costruzione e di esplorazione di navigazione con il decreto del Governo generale n. 987 del 12 giugno 1852.
Le opere di costruzione furono incominciate il 29 agosto, alla presenza dell'imperatore Pietro II. Un anno dopo il 3 settembre fu effettuato il primo collaudo con una locomotiva, la prima ad operare in Brasile. Fabbricata a Manchester, in Inghilterra, da William Fair Barin & Sons, nel 1852, percorse un tragitto di 2.815 metri in 4 minuti a una velocità di 42 km/h.
Battezzata Baronesa (in omaggio alla moglie di Irineu), fece il viaggio inaugurale della ferrovia il 30 aprile 1854, percorrendo la distanza di 14,5 km fra la spiaggia di Estrela e Fragoso. Presente al viaggio, l'imperatore Pietro II concesse a Irineu Evangelista de Souza il titolo di barone di Mauá. Il trasporto regolare di passeggeri si iniziò il giorno seguente. Solamente il 1º novembre ebbe inizio il trasporto di merci e il 16 dicembre furono terminati i lavori di costruzione del tratto fino a Raiz da Serra, ampliando la linea a 16,1 km.

### Espansione della rete
Dopo l'inaugurazione della strada ferrata di Petrópolis, altre compagnie ferroviarie ampliarono la rete ferroviaria in 22 (più il Distretto Federale) dei 26 attuali Stati federati del Brasile.
| Compagnia                                                | Inaugurazione del 1º tratto | 1ª ferrovia                                             |
| -------------------------------------------------------- | --------------------------- | ------------------------------------------------------- |
| Estrada de Ferro Recife ao São Francisco                 | 8 febbraio 1858             | Pernambuco                                              |
| Estrada de Ferro Bahia ao São Francisco                  | 28 giugno 1860              | Bahia                                                   |
| São Paulo Railway                                        | 16 febbraio 1867            | San Paolo                                               |
| Companhia Baiana de Navegação                            | 25 marzo 1868               | Alagoas                                                 |
| Estrada de Ferro de Baturité                             | 14 settembre 1873           | Ceará                                                   |
| The Porto Alegre & New Hamburg Brazilian Railway Company | 15 aprile 1874              | Rio Grande do Sul                                       |
| Estrada de Ferro Leopoldina                              | 8 ottobre 1874              | Minas Gerais                                            |
| Estrada de Ferro Carangola                               | 13 giugno 1879              | Espírito Santo                                          |
| Great Western                                            | 28 settembre 1881           | Rio Grande do Norte                                     |
| Companhia Estrada de Ferro Conde D'Eu                    | 7 settembre 1883            | Paraíba                                                 |
| Companhia Progresso Agrícola do Maranhão                 | 13 settembre 1883           | Maranhão                                                |
| Estrada de Ferro Paraná                                  | 19 dicembre 1883            | Paraná                                                  |
| Estrada de Ferro Donna Thereza Christina                 | 4 settembre 1884            | Santa Catarina                                          |
| Estrada de Ferro de Bragança                             | 9 novembre 1884             | Pará                                                    |
| Madeira-Mamoré Railway Company                           | 1910                        | Rondônia                                                |
| Estrada de Ferro Goiás                                   | 28 settembre 1911           | Goiás                                                   |
| Estrada de Ferro Noroeste do Brasil                      | 31 dicembre 1912            | Sud del Mato Grosso, successivamente Mato Grosso do Sul |
| Compagnie de Chemins de Fer Fédéraux de l'Est Brésilien  | 10 luglio 1913              | Sergipe                                                 |
| Estrada de Ferro Central do Piauí                        | 1º maggio 1922              | Piauí                                                   |
| Estrada de Ferro Amapá                                   | gennaio 1957                | Amapá                                                   |
| Viação Férrea Centro-Oeste                               | 21 aprile 1968              | Distretto Federale                                      |
| Ferronorte                                               | 29 maggio 1998              | Mato Grosso                                             |
| Ferrovia Norte-Sul/Vale S. A.                            | ottobre 2007                | Tocantins                                               |

Nel 1873 il Brasile possedeva 1011,7 km di ferrovie.

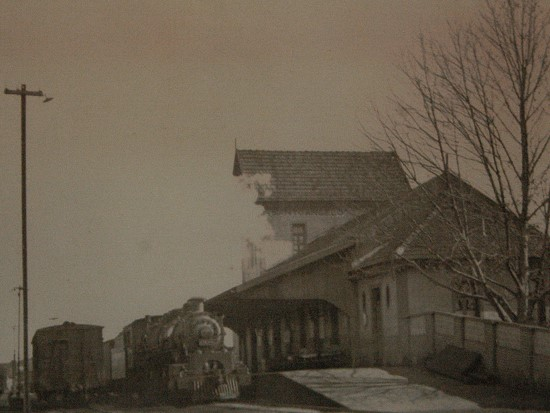
L'espansione ferroviaria dell'inizio del XX secolo portò sviluppo economico e sociale per innumerevoli comuni dell'interno, come Santo Ângelo (Rio Grande do Sul).

Evoluzione della rete ferroviaria brasiliana dal 1854 al 1922
| Anno | Estensione (km) |
| ---- | --------------- |
| 1854 | 16,1            |
| 1873 | 1011,7          |
| 1884 | 6116,0          |
| 1888 | 9.200           |
| 1889 | 9.538           |
| 1922 | 29.000          |
| 1940 | 34.207          |
| 1953 | 37.200          |

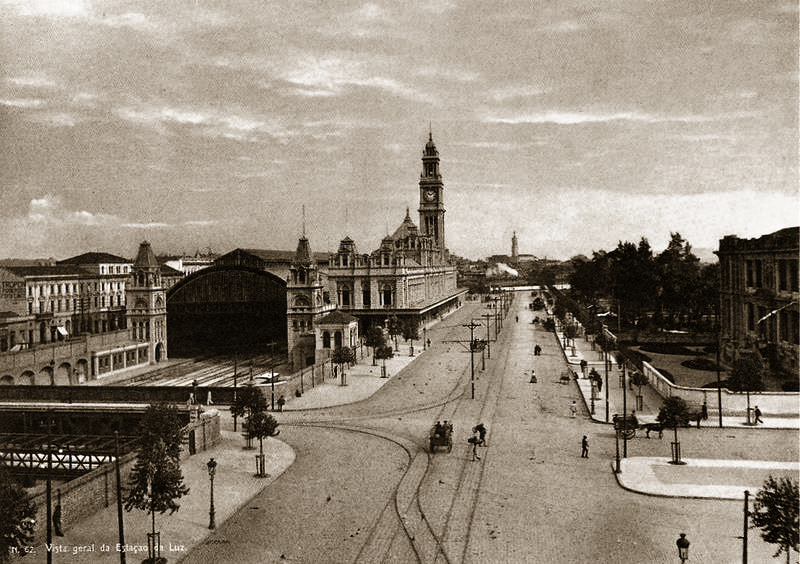
Fotografia della stazione di Luz negli anni 1900, scattata da Guilherme Gaensly.

Alla proclamazione della repubblica, nel 1889, già esistevano in Brasile circa diecimila chilometri di ferrovie, ma fu all'inizio del XX secolo che si diede un grande impulso allo sviluppo delle ferrovie, con la costruzione tra il 1911 e il 1916 di più di cinquemila chilometri di linee.
Quest'espansione sfrenata provocò alcuni problemi che perdurano fino ad oggi:
- Diversi tipi di scartamento che impediscono l'unificazione della rete ferroviaria nazionale, con la diffusione dello scartamento metrico per questioni di economia;
- Tracciati sinuosi, costruiti con lo scopo di una riduzione dei costi di costruzione o garantendo un grande margine ai costruttori (all'inizio del XX secolo, lo Stato pagava i costruttori di ferrovie pubbliche per chilometro costruito), ma pregiudicando l'efficienza del trasporto ferroviario. Stato e iniziativa privata dovranno investire per la correzione/rettificazione di parte di questi tracciati e smantellandone altri antieconomici durante tutto il XX secolo, sottraendo investimenti alla modernizzazione della rete ferroviaria.
- Piccole ferrovie disperse e isolate furono costruite per tutto il territorio nazionale, ma in breve tempo entravano in fallimento, obbligando lo Stato ad acquisire diverse compagnie ferroviarie per impedire il collasso economico delle regioni dipendenti da questo mezzo di trasporto.

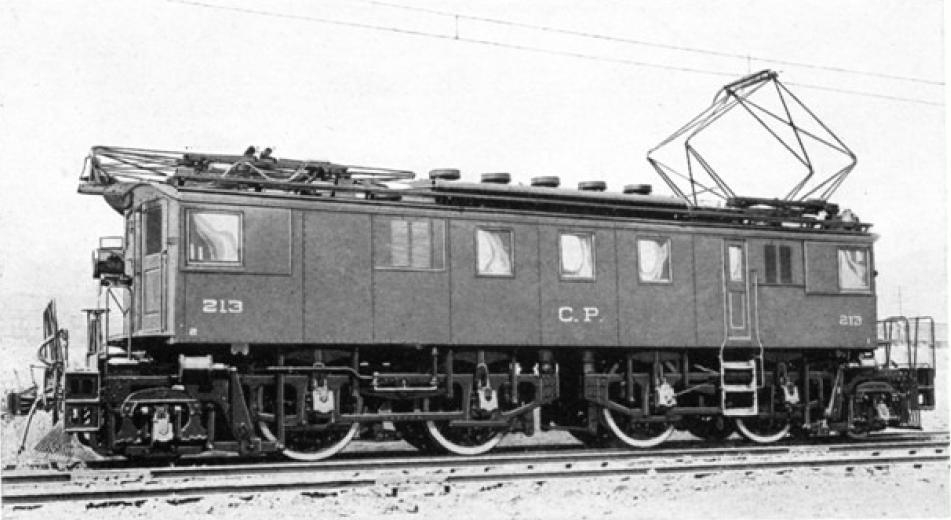
La locomotiva Baldwin-Westinghouse 1-B+B-1, costruita nel 1921 e acquistata dalla Companhia Paulista de Estradas de Ferro fu una delle prime locomotive elettriche del paese.

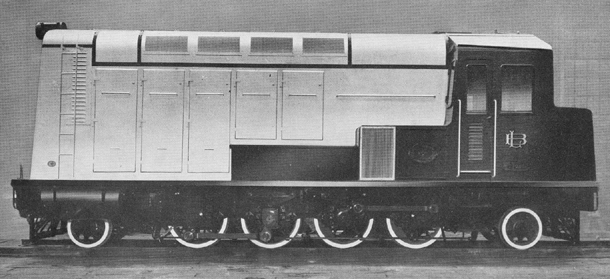
La prima locomotiva diesel-elettrica del Brasil, fabbricata da English Electric e operante nella Viação Férrea Federal do Leste Brasileiro nell'ottobre del 1938.

Nel 1916 sono iniziati i primi studi per l'elettrificazione delle ferrovie brasiliane, che culminano con l'impianto del primo tratto con la tensione di 3000 VCC tra Jundiaí e Campinas gestito dalla Companhia Paulista de Estradas de Ferro che fu inaugurato il 23 giugno 1922
Negli anni trenta e quaranta lo Stato investì nella riorganizzazione finanziaria e tecnica delle ferrovie pubbliche. I fatti più importanti di questo periodo furono:
- L'elettrificazione delle linee suburbane di Rio de Janeiro, inaugurata alla presenza di Getúlio Vargas il 10 luglio  1937. L'allora capitale federale fu la prima città del paese ad avere un servizio di treni urbani elettrici.[9]
- L'implementazione della trazione diesel a cura della Viação Férrea Federal do Leste Brasileiro nell'ottobre del 1938. Le locomotive diesel-elettriche erano più efficienti ed economiche rispetto alle locomotive a vapore.
- Inaugurazione della Ferrovia Mairinque-Santos gestita dalla Estrada de Ferro Sorocabana il 26 luglio 1938. Con questo collegamento ferroviario al porto di Santos, la Sorocabana, statalizzata dal governo paulista nel 1919, infrangeva il monopolio di São Paulo Railway, che fino ad allora deteneva l'unico collegamento ferroviario al porto di Santos, vitale per il commercio.
- Il termine della concessione di 90 anni di São Paulo Railway (SPR), occorso nel 1946, che consegnò la ferrovia fra Santos e Jundiaí al governo federale, che ribattezzò l'impresa Estrada de Ferro Santos Jundiaí. Due giorni prima della scadenza della concessione, la stazione di Luz, sede della SPR subì un incendio doloso che distrusse la maggior parte della stazione, compresi i documenti dell'impresa.
- L'importazione delle locomotive GE 2-C+C-2 (V8) e carrozze passeggeri Pullman da parte della Companhia Paulista de Estradas de Ferro nel 1946. La locomotiva V8, con una velocità di crociera di 160 km/h fu la locomotiva più veloce del paese, e detiene tuttora il primato brasiliano di velocità ferroviaria (164 km/h).
- Il deragliamento di un convoglio della Viação Férrea Federal do Leste Brasileiro ad Aracaju avvenuto il 7 marzo 1946, che provocò 185 morti e centinaia di feriti e fu il peggiore incidente ferroviario del Brasile.
- L'introduzione del servizio ferroviario Cruzeiro do Sul (Rio-São Paulo) gestito dall'Estrada de Ferro Central do Brasil. Successivamente la Central do Brasil importerà locomotive diesel-elettriche ALCo FA-1 e carrozze Budd in acciaio inox, stabilendo nel 1949 le relazioni ferroviarie Expresso Santa Cruz (Rio - San Paolo) e Vera Cruz (Rio - Belo Horizonte).

Negli anni cinquanta, con l'espansione della rete stradale, i difetti della rete ferroviaria si fecero via via più evidenti e molte compagnie furono nazionalizzate per evitare una catena di fallimenti.

### L'era statale

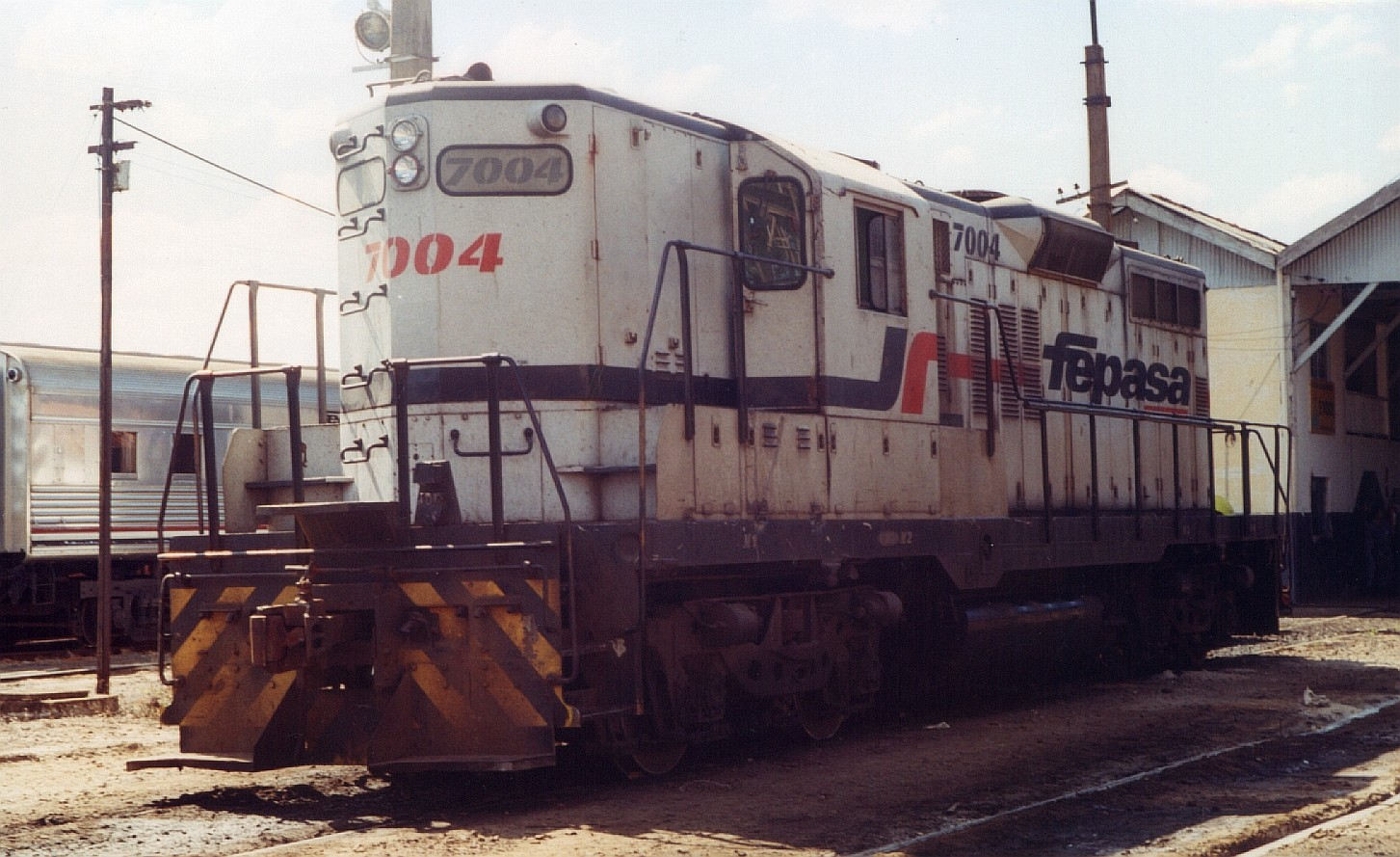
Locomotiva EMD GP9.

Dopo la nazionalizzazione di varie ferrovie, lo Stato brasiliano decise di unificarle amministrativamente. Il 30 settembre  1957 fu fondata la Rede Ferroviária Federal (RFFSA) che unificò 42 ferrovie, creando un sistema regionale composto da 22 linee:
- Estrada de Ferro Madeira-Mamoré
- Estrada de Ferro de Bragança
- Estrada de Ferro São Luís-Teresina
- Estrada de Ferro Central do Piauí
- Rede de Viação Cearense
- Estrada de Ferro Mossoró-Sousa
- Estrada de Ferro Sampaio Correia
- Rede Ferroviária do Nordeste
- Viação Férrea Federal do Leste Brasileiro
- Estrada de Ferro Bahia-Minas
- Estrada de Ferro Leopoldina
- Estrada de Ferro Central do Brasil
- Rede Mineira de Viação
- Estrada de Ferro Goiás
- Estrada de Ferro Santos a Jundiaí
- Estrada de Ferro Noroeste do Brasil
- Rede de Viação Paraná-Santa Catarina
- Estrada de Ferro Dona Teresa Cristina

L'Estrada de Ferro Ilhéus fu incorporata nella RFFSA nel 1959 dopo 2 anni di liti giudiziarie tra la proprietà inglese e il governo brasiliano.
L'Estrada de Ferro Nazaré fu incorporata nella RFFSA nel 1968 e successivamente smantellata.
L'Estrada de Ferro Santa Catarina e la Viação Férrea do Rio Grande do Sul erano gestite dai governi dei rispettivi stati e successivamente furono assorbite dalla Rete. L'Estrada de Ferro Tocantins permase sotto un regime speciale di amministrazione fino al 1974, quando fu smantellata.

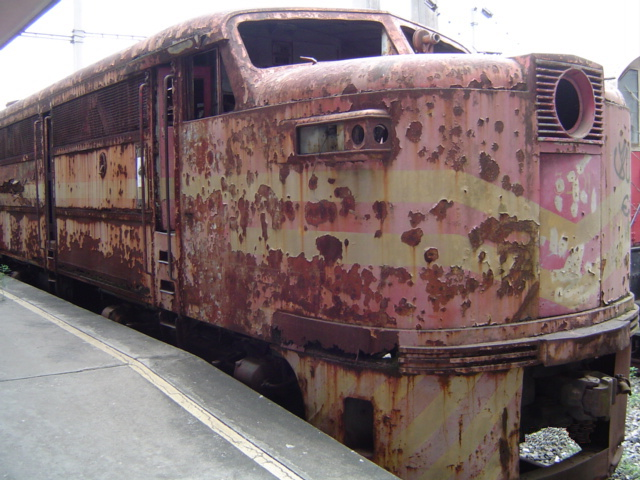
La mancanza di investimenti statali negli anni 1980 portò allo smantellamento parziale della rete ferroviaria

Solamente le ferrovie statalizzate dal governo di San Paolo rimasero fuori dalla RFFSA, formando nel 1971 la compagnia statale Fepasa.
Dopo aver statalizzato le sue principali ferrovie, il governo di San Paolo decise di unificarle amministrativamente prendendo esempio dalla RFFSA, formando così la Ferrovia Paulista SA (Fepasa) il 10 novembre 1971. Furono inglobate in Fepasa le seguenti ferrovie:
- Estrada de Ferro Araraquara (statalizzata nel 1919).
- Estrada de Ferro Sorocabana (statalizzata nel 1919).
- Estrada de Ferro São Paulo e Minas (statalizzata nel 1930).
- Companhia Mogiana de Estradas de Ferro (statalizzata nel 1952).
- Companhia Paulista de Estradas de Ferro (statalizzata nel 1963).

Dopo l'unificazione, Fepasa continuò a investire nella rettificazione dei tracciati, nello smantellamento dei tratti antieconomici e principalmente nell'ampliamento del trasporto merci, lasciando in secondo piano il trasporto passeggeri.
Con l'unificazione, anche RFFSA poté attendere alla modernizzazione della rete ferroviaria nazionale, rettificando vari tracciati e smantellandone altri antieconomici.
Durante le crisi petrolifere ed economiche degli anni 1980, gli investimenti pubblici nelle ferrovie diminuirono, causando lo smantellamento parziale della rete. Il governo decise allora di dare in concessione il trasporto ferroviario di merci ai privati.

### Privatizzazione

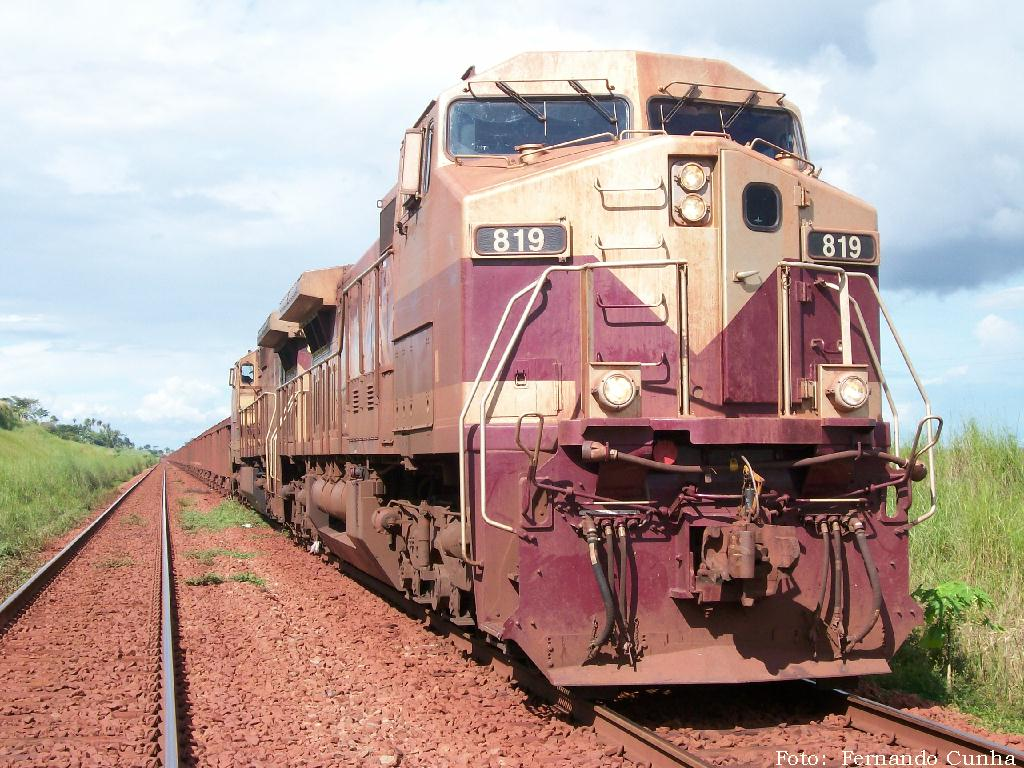
Locomotiva dellEstrada de Ferro Carajás

Nel 1992 RFFSA entrò in liquidazione, in quanto il governo preparava la procedura di concessione del trasporto merci ai privati. Le aste di concessione furono effettuate a partire dal 1996. Le linee di RFFSA furono suddivise tra varie imprese: América Latina Logística, Novoeste, Companhia Ferroviária do Nordeste, Ferrovia Centro Atlântica, Ferrovia Teresa Cristina, MRS Logística. Nello stesso anno i treni passeggeri di RFFSA furono soppressi, ad eccezione del Trem de Prata (Rio-Ssn Paolo), gestito dalla Rete in collaborazione con un consorzio privato. Il Trem de Prata cesserà di funzionare nel 1998.
Nel 1998, il governo paulista decise di incorporare la rete di Fepasa in quella di RFFSA, che in breve tempo diede in concessione il trasporto merci. Inizialmente l'impresa Ferroban vinse l'asta di concessione, iniziando una gestione problematica della rete paulista. L'impresa fu assorbita anni dopo da un'altra concessionaria, l'América Latina Logística. RFFSA, intanto, entrò nella procedura di liquidazione nel 1999. Nel 2007, la Rete fu ufficialmente estinta. Nel 2011 il trasporto merci per iniziativa privata si trovava in una buona fase, recuperando parzialmente le perdite dell'ultimo periodo dell'era statale.
Nel 2008, il governo federale ha annunciato la costruzione della ferrovia ad alta velocità Rio de Janeiro-San Paolo.